# Pirjo Urpilainen
Pirjo Urpilainen (* 25. Oktober 1978 in Kinnula) ist eine frühere finnische Biathletin.
Pirjo Urpilainen bestritt ihre ersten Rennen 2001 in Ruhpolding im Weltcup. In einem Sprintrennen wurde sie 92., mit Katja Holanti, Sanna-Leena Perunka und Niina Jyrkiäinen Elfte mit der Staffel. Höhepunkt der Saison wurden die Europameisterschaften 2001 in Haute-Maurienne, bei denen die Finnin 29. des Einzels, 37. des Sprints, 30. der Verfolgung und mit Satu Pöntiö, Maija Holopainen und Anna-Liisa Häkkinen Achte im Staffelrennen. 2002 trat sie in Kontiolahti erneut bei Europameisterschaften an und belegte die Plätze 36 im Einzel, 23 im Sprint, 25 in der Verfolgung und mit Holopainen, Häkkinen und erneut Eija Salonen Rang acht im Sprintrennen. 2003 startete Urpilainen erstmals in Chanty-Mansijsk bei den Biathlon-Weltmeisterschaften, wo sie 71. des Sprints und mit Salonen, Outi Kettunen und Perunka Staffel-Sechste wurde. Es war das beste Ergebnis einer finnischen Staffel, an der Urpilainen teilhatte. 2004 wurde sie in Oberhof erneut zweimal bei den Weltmeisterschaften eingesetzt und wurde 44. des Sprints und 54. der Verfolgung. Es dauerte zwei Jahre, bis sie in Langdorf bei den Europameisterschaften 2006 erneut bei einem internationalen Großereignis zum Einsatz kam. Dort kam sie im Einzel auf den 28., im Sprint auf den 25. und im Verfolger auch den 30. Platz. Mit Mari Laukkanen, Kaisa Mäkäräinen und Maija Hietamies belegte sie den siebten Rang im Sprint. In der Saison 2005/06 erreichte Urpilainen in Antholz mit dem 31. Platz in einem Sprint ihr bestes Ergebnis im Weltcup und verpasste damit um einen Platz die Punkteränge. 2007 nahm sie in Antholz letztmals an den Weltmeisterschaften teil und kam im Einzel auf Rang 66, verpasste im Sprint als 65. um fünf Ränge die Verfolgung und erreicht an der Seite von Mäkäräinen, Susanna Porela und Laukkanen den 12. Platz mit der finnischen Staffel, in der sie als Startläuferin zum Einsatz kam.
Als Sportsoldatin nahm Urpilainen mehrfach an Militär-Skiweltmeisterschaften teil. 2001 belegte sie in Jericho Rang 33. des Biathlonsprints. 2001 wurde sie in Kranjska Gora 21., 2003 in Rovaniemi 16., 2005 in Predeal erneut 16., 2006 in Andermatt 19. und 2007 in Haanja 21. in den 10-Kilometer-Freistilrennen. Darüber hinaus trat sie selten international im Skilanglauf an, die wenigen Rennen bestritt sie im Scandinavian Cup und bei FIS-Rennen.

## Weltcupstatistik
Die Tabelle zeigt alle Platzierungen (je nach Austragungsjahr einschließlich Olympische Spiele und Weltmeisterschaften).
- 1.–3. Platz: Anzahl der Podiumsplatzierungen
- Top 10: Anzahl der Platzierungen unter den ersten zehn (einschließlich Podium)
- Punkteränge: Anzahl der Platzierungen innerhalb der Punkteränge (einschließlich Podium und Top 10)
- Starts: Anzahl gelaufener Rennen in der jeweiligen Disziplin

| Platzierung         | Einzel | Sprint | Verfolgung | Massenstart | Staffel | Gesamt |
| ------------------- | ------ | ------ | ---------- | ----------- | ------- | ------ |
| 1. Platz            |        |        |            |             |         |        |
| 2. Platz            |        |        |            |             |         |        |
| 3. Platz            |        |        |            |             |         |        |
| Top 10              |        |        |            |             | 5       | 5      |
| Punkteränge         |        |        |            |             | 5       | 5      |
| Starts              | 4      | 17     | 5          |             | 8       | 34     |
| Stand: Karriereende |        |        |            |             |         |        |